# Balloon Fight
Balloon Fight är ett TV-spel utvecklat av Nintendo R&D1 och utgivet av Nintendo år 1985 till Nintendo Entertainment System. 

## Gameplay
Spelaren spelar med en figur som flyger med hjälp av ballonger och att flaxa med armarna. Målet på varje bana är att förstöra fiendernas ballonger och samtidigt undvika att spelarens egna går sönder. När man har klarat detta fortsätter spelet på nästa bana, med något högre svårighetsgrad.
Spelets musik är komponerad av Hirokazu Tanaka och återfinns i Super Smash Bros Melee.